# Siegfried Pfeifer
Siegfried Pfeifer (* 3. Juni 1926 in Meerane; † 13. Juli 2021) war ein deutscher Pharmazeut und Hochschullehrer.

## Leben und Werk
Siegfried Pfeifer stammte aus dem Freistaat Sachsen, studierte Pharmazie an der Universität Jena und promovierte zum Dr. rer. nat. 1961 habilitierte er sich, wurde Dozent und im folgenden Jahr Professor mit Lehrauftrag. Er beschäftigte sich mit Chemie, Analytik und Biochemie von Alkaloiden und wurde durch zahlreiche Arnzeimittelanalysen bekannt. Er war Direktor des Pharmazeutischen Instituts der Humboldt-Universität zu Berlin.

## Schriften (Auswahl)
- Beiträge zur chemischen, analytischen und physiologischen Charakteristik einiger Alkaloide des Schlafmohns. Berlin 1961.
- (mit Hans-Hubert Borchert): Pharmakokinetik und Biotransformation. Eine Einführung. Volk und Gesundheit, Berlin 1980.
- (mit anderen) Grundlagen der Biopharmazie. Weinheim 1984.
- (mit anderen) Biopharmazie. 3., überarb. Aufl., Berlin 1995.
- (mit Hans-Hubert Borchert): Pharmazie an der Humboldt-Universität zu Berlin von 1990 bis 2002